# Grand Polycnème
Polycnemum majus
Espèce
Le grand polycnémum (Polycnemum majus)  est une espèce de plantes herbacées de la famille des Chenopodiaceae.

## Description
C'est une plante annuelle à tiges couchées-étalées dont la hauteur varie entre 5 et 25 centimètres. Ses feuilles allongées ainsi que ses fleurs nombreuses et petites, se situent sur la quasi-totalité des tiges.

## Habitat
Elle colonise les endroits sablonneux ou pierreux, essentiellement calcaires, dans presque toute la France.